# 6108 Glebov
6108 Glebov (1971 QN) là một tiểu hành tinh vành đai chính được phát hiện ngày 18 tháng 8 năm 1971 bởi T. M. Smirnova ở Đài vật lý thiên văn Crimean.